# Eulalia gemina
Eulalia gemina är en ringmaskart som beskrevs av Kato och Shunsuke F. Mawatari 200. Eulalia gemina ingår i släktet Eulalia och familjen Phyllodocidae. Inga underarter finns listade i Catalogue of Life.